# Lluís Maria de Puig
Lluís Maria de Puig  i Olivé (* 29. Juli 1945 in Bàscara, Provinz Girona; † 12. Dezember 2012 in Girona) war ein spanischer Politiker der Partido Socialista Obrero Español (PSOE) und Präsident der Europäischen Bewegung Katalonien.

## Leben
Puig studierte Geschichte in Barcelona und an der Sorbonne in Paris. Er war als Hochschullehrer für Geschichte an der Autonomen Universität Barcelona und an der Universität Girona tätig. Von 2008 bis 2010 war Puig als Nachfolger von René van der Linden Präsident der Parlamentarischen Versammlung des Europarates.